# Линкувский район
Линкувский район (лит. Linkuvos rajonas) — административно-территориальная единица в составе Литовской ССР, существовавшая в 1950—1959 годах. Центр — город Линкува.
Линкувский район был образован в составе Шяуляйской области Литовской ССР 20 июня 1950 года. В его состав вошли 23 сельсовета Ионишкского уезда и и 8 сельсоветов Пасвальского уезда.
28 мая 1953 года в связи с ликвидацией Шяуляйской области Линкувский район перешёл в прямое подчинение Литовской ССР.
7 декабря 1959 года Линкувский район был упразднён, а его территория разделена между Пакруойским (город Линкува и 13 сельсоветов) и Пасвальским (1 сельсовет) районами.